# Cyberlindnera jadinii
Cyberlindnera jadinii är en svampart som först beskrevs av Sartory, R. Sartory, Weill & J. Mey., och fick sitt nu gällande namn av Minter 2009. Cyberlindnera jadinii ingår i släktet Cyberlindnera, ordningen Saccharomycetales, klassen Saccharomycetes, divisionen sporsäcksvampar och riket svampar.   Inga underarter finns listade i Catalogue of Life.